# Большеполянское сельское поселение (Кадошкинский район)
Большеполянское сельское поселение — муниципальное образование в Кадошкинском районе Мордовии.
Статус сельского поселения и его границы установлены Законом Республики Мордовия от 28 декабря 2004 года № 120-З. Административный центр поселения — село Большая Поляна.

## История
Село Большая Поляна расположено в Кадошкинском районе республики Мордовия в центре европейской части России, которая находится в бассейне реки Волги, на перекрестке важнейших путей из Центра на Урал, в Сибирь, Поволжье, Казахстан и Среднюю Азию.
Село Большая Поляна расположилось по берегам реки Исса, которая впадает в р. Мокша. Население в основном составляют татары — около 95 %. Местные жители занимаются земледелием и животноводством, а также пчеловодством.
Село старое, образовалось при заселении Примокшанья, называлось в то время Большие Иссенские Полянки.
Заселение Примокшанья началось с запада и северо-запада одновременно со строительством в 1578 году защитных укреплений, или засечных линий. В том году в дремучих лесах по линии Шацк — Кадом — Темников — Арзамас — Алатырь- Тетюши была проложена Большая засечная черта, на которой появились татарские селения Авдалово, Вярвель, Кишалы, Лашма, Черленое и другие. После этого Иван Грозный через своих послов велел передать ногайским ханам, что эта черта построена для того, «чтобы ногайцы не ходили мордовскою землею». Следом появились деревни Булаева на реке Урлейка, которую основали служилые татары Булаевы на Темниковской засечной черте, Аксёль, упоминание о которой встречается в документе 1606 года (теперь сёла в Темниковском районе Мордовии), Большие Иссенские Полянки на реке Исса (теперь село Большая Поляна расположена в Кадошкинском районе Мордовии).[1]
В «Списке населенных мест Пензенской губернии» (1869) Большие Иссенские Полянки — село казённое из 200 дворов Инсарского уезда.
Название-термин: поляна «поле без посева, окруженное лесом; кулича, росчисть, подсека; отдельный сенокос, пашня, особняк в заполице, в пустошах» (В. И. Даль). В середине XIX века на территории Мордовии населенных пунктов с этим термином было очень много, В целях дифференциации название со словом поляна имело определения «большая» и «малая», «мордовская» и «русская», «жилая» и «нагорная» и т. д.
Рядом с Большими Полянками расположено не большая деревня Насакан Потьма, деревня то же татарская, поэтому они очень тесно связаны между собой.
Насакан Потьма находится на реке Исса. В «Списке населенных мест Пензенской губернии» (1869) Носакан-Потьма — село казённое из 17 дворов Инсарского уезда. Происхождение названия связано с обще мордовским словом потма (потмо) «глубинка, далекое место в лесу, глушь». Определение насаканская) свидетельствует, что в середине XVII века здесь проживали служилые татары Насакины. Из «Атемарской десятни 1669—1670 года» видно, что за охранную службу на юго-восточной границе Российского государства.
В советское время в Больших Полянках был образован колхоз «Победа», который занимался животноводством и земледелием. В 1954г в селе на реке Исса была построена не большая местная плотина ГЭС, которая обеспечивала местное население электричеством. В данный момент ГЭС заброшена и не эксплуатируется.

## Экономика
Местные предприниматели открывают торговые ларьки, недавно открылась частная пилорама, местные фермеры занимаются земледелием в основном посевы пшеницы. Селяне активно занимаются пчеловодством.

## Образование
Большеполянская основная школа. Ученики школы, активно принимают участие в спортивных соревнованиях и не раз занимали призовые места на районных и республиканских соревнованиях.

## Культура
Библиотека, Клуб. В январе 2006 г. прошло открытие первой сельской мечети. Большая часть средств была пожертвована гражданином государства Катар, Салимом аль-Бухдуди. Выполняя волю матери, которая завещала построить мечеть, он связался с международными благотворительными организациями. В итоге было решено финансировать строительство мечети в Мордовии.

## Отдых и туризм
В основном приезжают рыбаки из ближайших районов республики. Очень хорошая рыбалка на реке Иссе, а для тех кто не очень любит рыбалку сюда можно приехать ради отдыха и прогулок, насладится красивейшими видами на Россию и республику в частности.